# كنيسة القديس برثولماوس الرسول (كفر كنا)
كنيسة القديس برثولماوس الرسول (باللاتينيَّة: Ecclesia Sancti Bartholomei Apostoli)، هو الاسم الذي يطلق على الكنيسة الرومانية الكاثوليكية التي تُدار من قبل رهبان الرهبنة الفرنسيسكانية والواقعة في بلدة في كفر كنا، في شمال إسرائيل، والتي بُنيت على شرف المكان الذي يقول فيه الكتاب المقدس أنه كان مسقط رأس برثولماوس وهو واحد من رسل المسيح الإثني عشر. تأسست الكنيسة في عام 1885. وبحسب رواية الإنجيل كان برثولماوس واحد من رسل المسيح الإثني عشر، الحاضرين خلال معجزة السمكة.
تتميّز واجهة الكنيسة بأربعة أركان ونافذة مستديرة فوق المدخل الرئيسي، ويوجد في وسط الكنيسة نقش لاتيني: "DOM S NATHANAELIS BARTHOLOMAEI APOSTOLI" (وهو ما يعني الرسول ناثانيال برثولماوس). ويقف المذبح على منصة مرتفعة، وفي الأمام، يوجد زوجان من الأعمدة صغيرة الحجم يحملان أعمدة كورنثية، ونقوش بارزة تصور اجتماع نثنائيل وفيلبس. في مكان قريب تتواجد مقبرة صغيرة.